# Avatar – Aufbruch nach Pandora
Avatar – Aufbruch nach Pandora (Originaltitel: Avatar, auch bekannt als James Cameron’s Avatar) ist ein US-amerikanischer Science-Fiction-Film des Regisseurs James Cameron, der weltweit am 17. und 18. Dezember 2009 startete. Der Film vermischt real gedrehte und computeranimierte Szenen. Große Teile des Films wurden in einem virtuellen Studio und mit neu entwickelten digitalen 3D-Kameras gedreht. Die Filmreihe wurde im Dezember 2022 mit Avatar: The Way of Water fortgesetzt.
Avatar spielte weltweit über 2,92 Milliarden US-Dollar ein und war damit bis Juli 2019 der erfolgreichste Film weltweit nach Einspielergebnis. Seit März 2021 ist Avatar nach einer Wiederveröffentlichung in China wieder der Film mit dem weltweit höchsten Einspielergebnis.
Auch der DVD- und Blu-ray-Verkauf des Films ist sehr erfolgreich; er brach innerhalb weniger Tage nach Veröffentlichung den Rekord als meistverkauftes DVD-Video in Nordamerika mit 2,7 Millionen Verkäufen, als Blu-ray-Version innerhalb von vier Tagen. Vom Verkaufsstart bis Ende April 2010 wurden mehr als 6,7 Millionen DVDs und Blu-ray-Discs verkauft.

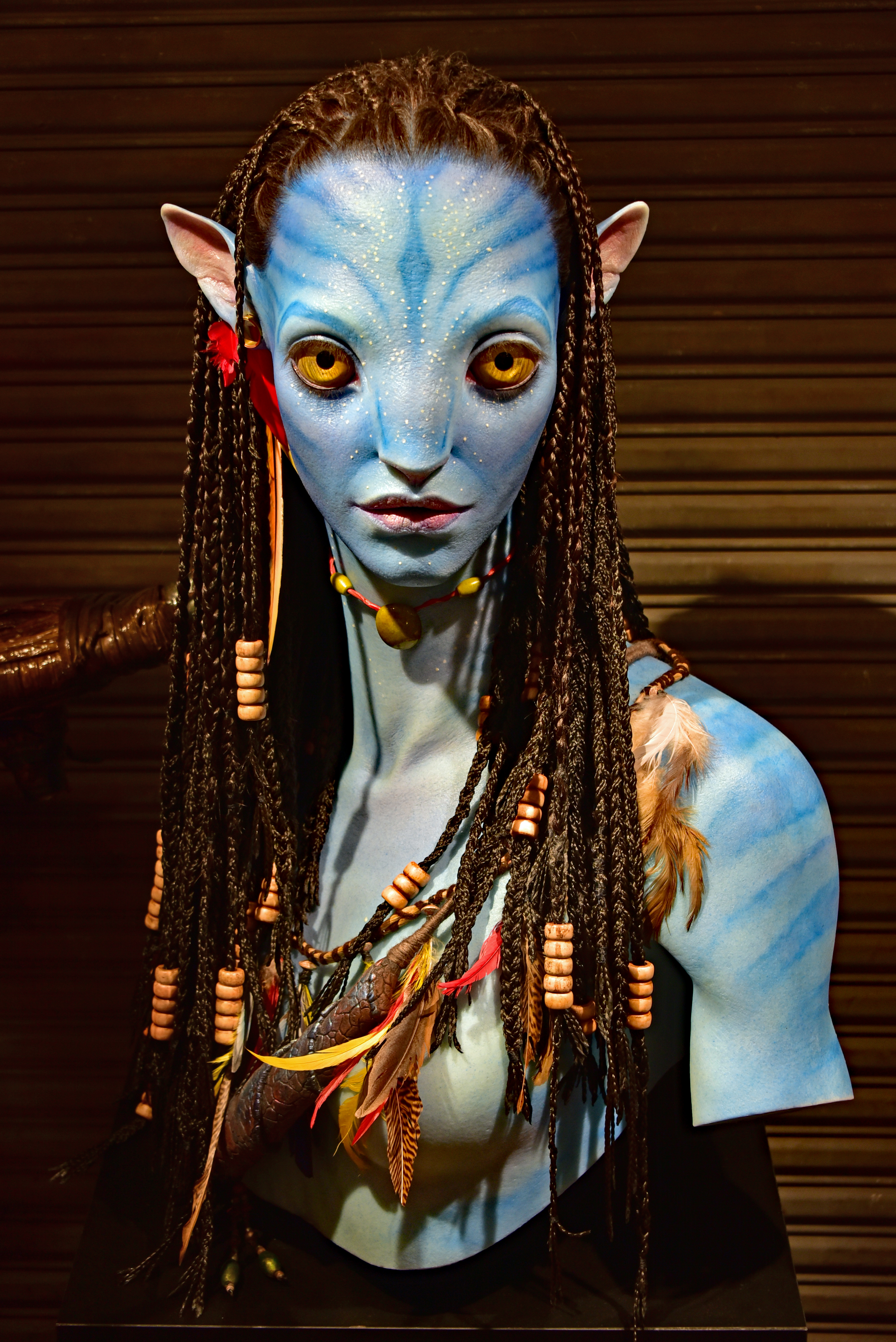
Büste von Neytiri.

## Handlung
Im Jahr 2154 sind die Rohstoffe der Erde erschöpft und die Lebensbedingungen für die wachsende menschliche Bevölkerung werden zunehmend schlechter. Der Konzern Resources Development Administration baut auf dem erdähnlichen, fernen Mond Pandora im Alpha-Centauri-System den begehrten Rohstoff Unobtainium ab und gerät dabei nach anfänglich weitgehend friedlicher Koexistenz in Konflikt mit einer humanoiden Spezies namens Na’vi, die sich gegen die Übernahme ihrer Welt verteidigt. Pandora ist von erdähnlichen Lebensformen besiedelt (grüne Pflanzen und an irdische Säugetiere erinnernde Tiere), hat aber eine Atmosphäre, die für die Atmung der Menschen nicht geeignet ist, sodass sie Atemmasken tragen müssen.
Der frühere US-Marine Jake Sully, der seit einem Kampfeinsatz von der Hüfte abwärts gelähmt ist, wird nach Pandora geschickt, um seinen verstorbenen Zwillingsbruder bei einer diplomatischen Mission zu ersetzen: Mithilfe eines für seinen Bruder künstlich hergestellten Na’vi-Körpers, eines sogenannten Avatars, der sich durch technische Bewusstseinsübertragung steuern lässt, soll er Kontakt zu den Ureinwohnern herstellen und sie davon überzeugen, ihre Heimat und den Widerstand gegen den Abbau des Rohstoffs aufzugeben.
Während das zuständige Team um Anthropologin Dr. Grace Augustine vor allem wissenschaftliche Ziele verfolgt und auf Vermittlung aus ist, will der militärische Leiter der Basis, Colonel Miles Quaritch, dass Sully ihm Informationen bezüglich der Verteidigungsstrategien und Schwachstellen der Na’vi zuspielt. Quaritch verspricht ihm, dass für seinen verdeckten Einsatz die Kosten einer Wiederherstellungsoperation seiner Wirbelsäule übernommen werden, und Sully sagt zu.
Bei einer Expedition in seinem Avatar wird Sully von der Gruppe getrennt und ist im dichten Dschungel Pandoras auf sich allein gestellt. Dort wird er von pantherähnlichen Raubtieren angegriffen, jedoch von der Na’vi Neytiri zuerst verschont und dann gerettet, weil sie bei ihm ein Zeichen der Na'vi-Gottheit Eywa erkennt. Sie führt ihn zu ihrem Stamm, den Omatikaya. Nach anfänglichen Bedenken beschließen die Anführer des Clans, Sully mit ihrer Lebensweise und Kultur vertraut zu machen, auch um ihn und die Menschen besser kennenzulernen. Jake lernt dabei, dass alle tierischen Lebensformen Pandoras über eine Art biologische Schnittstelle, eine schlauchförmige Nervenendung am Kopf, miteinander in Kontakt treten können – ein ökologisches neuronales Netzwerk.
Trotz anfänglicher Probleme fassen die Na’vi und insbesondere Neytiri, die Häuptlingstochter, Vertrauen zu Sully, und zwischen den beiden entsteht eine Liebesbeziehung. Sully durchläuft in Form des Avatars die Ausbildung zum Krieger und wird schließlich in den Stamm aufgenommen. Dem ehemaligen Marine wird klar, dass die Na’vi ihre Heimat niemals aufgeben werden, da ihre Existenz eng mit ihren heiligen Stätten verbunden ist, von denen eine greifbare, spirituelle Kraft ausgeht. Als es zur militärischen Eskalation kommt, läuft Sully gemeinsam mit der Kampfpilotin Trudy Chacon und dem Forscherteam um Dr. Augustine zu den Na’vi über. Mit der Bändigung der mächtigen Riesenflugechse Toruk gelingt es ihm, einen alten Mythos zu beschwören und 14 Na'vi-Stämme zu vereinen. Nach verlustreichem Kampf, bei dem die wilden Tiere Pandoras, vermutlich durch Eywas Intervention, auf Seiten der Na’vi entscheidend in die Schlacht eingreifen, können die Invasionstruppen besiegt werden und müssen Pandora verlassen. Sully verlässt mithilfe des neuronalen Netzwerkes Pandoras seinen menschlichen Körper und wird, endgültig mit seinem Avatar vereint, ein Na’vi.

## Produktion

### Stoffentwicklung
Im Drehbuch zum Film verarbeitete Cameron zahlreiche Ideen, die teilweise auf seine früheste Jugend zurückgehen. Bereits als Schüler interessierte er sich für naturwissenschaftliche Themen und las darüber hinaus viele Science-Fiction-Werke. Viele aus diesem Spannungsfeld entstandene Ideen finden sich in seinen frühen Drehbüchern wie beispielsweise in der Vorlage zum nur teilweise als Kurzfilm realisierten Xenogenesis aus dem Jahr 1978. Weitere Themen formulierte Cameron in den nie filmisch umgesetzten Drehbüchern Chrysalis (1974), Mother (1981) und Wind Warriors (1988), die teilweise in Zusammenarbeit mit seinem Freund Randall Frakes entstanden.
Im August 1996 kündigte Cameron das erste Mal öffentlich an, dass er Avatar mit einer Mischung von computeranimierten und echten Darstellern verfilmen werde. Das Projekt werde rund 100 Millionen Dollar kosten und sechs Darsteller in Hauptrollen haben, „die real erscheinen, aber in der physischen Welt nicht existieren.“ Camerons frühe Drehbuchentwürfe waren jahrelang im Internet verfügbar. 2006 wurden sie gezielt von allen Websites entfernt.
Das endgültige, 152 Seiten umfassende Drehbuch entstand von Januar bis April 2006. Im Juli 2006 kündigte Cameron an, dass Avatar im Sommer 2008 in die Kinos kommen solle, und plante den Drehstart für Februar 2007. Im August 2006 wurde die neuseeländische Firma für visuelle Effekte Weta Digital engagiert, um Avatar mit zu realisieren. In den Design-Prozess wurde auch Effektspezialist Stan Winston eingebunden.
Im September 2006 gab Cameron bekannt, dass er ein neuartiges Kamera-System verwenden werde, um den Film in 3D zu filmen, was Fox zwei Jahre später bestätigte. Dabei handele es sich um zwei synchronisierte HD-Kameras in einem Gehäuse (2 Optiken und 2 Sensoren). Cameron beschreibt den Film als einen Hybrid aus Real- und Computeranimationsfilm. Nach Angaben des Regisseurs sind etwa 60 Prozent des Films am Computer generiert und 40 Prozent real gefilmt.
Der Name des Mondes Pandora (Πανδώρα) stammt aus dem Griechischen und lässt sich mit „Die, die alles hervorbringt“ übersetzen. Der Namensgeber seines Planeten Polyphemus (Πολύφημος, frei übersetzt „Der Berühmte“) ist in der griechischen Mythologie ein einäugiger Riese. Polyphemus wird ähnlich dem Planeten Jupiter mit seinem charakteristischen augenähnlichen roten Fleck dargestellt.
Der Sprachwissenschaftler Paul Frommer von der USC entwickelte die Kultur und Sprache der Na’vi. Frommer erschuf eine neue Sprache mit über 1000 Wörtern.

#### Bezüge zu anderen Werken

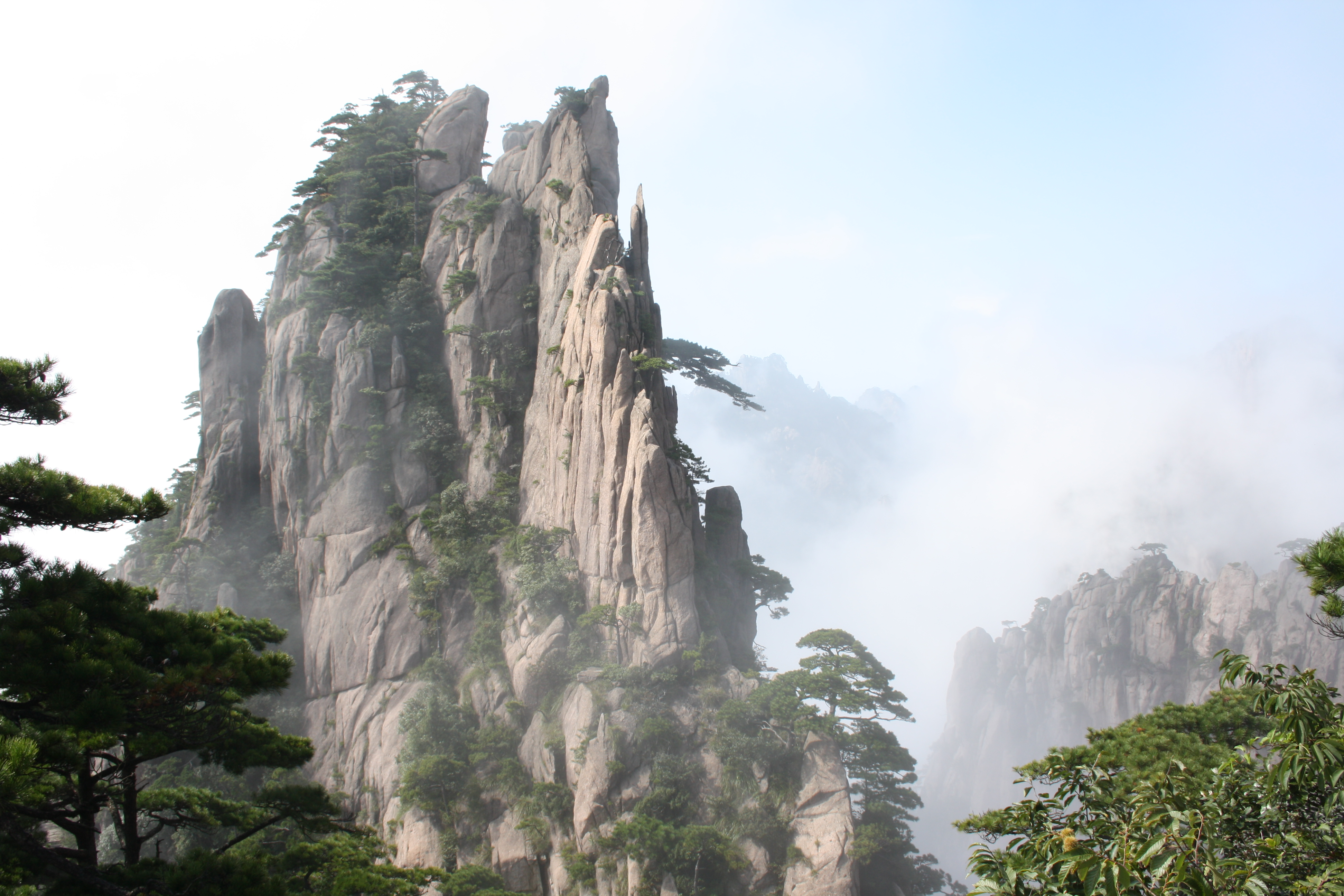
Als Vorbild für die schwebenden Halleluja-Berge Pandoras dienten die Berge des Huang-Shan-Gebirges.

Cameron ließ sich beim Drehbuch nach eigener Aussage von vielen Science-Fiction-Romanen inspirieren, die er als Kind gelesen hatte. Deutliche Ähnlichkeit hat die Geschichte mit Poul Andersons Kurzgeschichte Call Me Joe, in der der Querschnittgelähmte Ed Anglesey telepathisch die Kontrolle über das speziell gezüchtete Wesen Joe übernimmt, um auf der Jupiter-Oberfläche Forschung zu betreiben. In Andersons Geschichte wird stärker auf die psychologischen Auswirkungen für Anglesey eingegangen, der unter seiner Behinderung leidet und sich so sehr zu Joe und seiner Kraft und Mobilität hingezogen fühlt, dass sein Bewusstsein letztlich mit Joes verschmilzt.
Eine ausgebeutete Erde, aggressiver Rohstoffabbau auf einem anderen Planeten und ein erfolgreicher Aufstand der Eingeborenen sind zentrale erzählerische Motive in Ursula K. Le Guins Roman The Word for World is Forest (Das Wort für Welt ist Wald) von 1972. Angesprochen auf die Ähnlichkeiten meinte Le Guin, dass der Film die moralische Prämisse des Buches völlig umkehre und das zentrale und ungelöste Problem des Buches, Massengewalt, als Lösung darstelle.
Weitere Ähnlichkeiten existieren mit der Science-Fiction-Reihe John Carter vom Mars (erstes Erscheinen: 1912) des Tarzan-Autors Edgar Rice Burroughs. Der Aufstieg Carters innerhalb der Marsbevölkerung sowie die Liebesbeziehung zu einer einheimischen Prinzessin weisen deutliche Parallelen zu Avatar auf.
Sehr viele Parallelen gibt es zu der Abenteuer-Comicreihe Aquablue. Auch dort geht es um einen Menschen, der auf einem anderen Planet mit Bewohnern mit blauer Haut landet, durch einen Initiationsritus und Liebe zur Tochter des Anführers Teil des Volkes wird und sie schließlich im Kampf gegen imperialistische Militärs unterstützt. Auch dort tritt der Held schließlich als White savior auf.
Auch andere Werke wurden als Inspiration genutzt. Schon in seinem ersten Drehbuch ging es um eine hochentwickelte Zivilisation, die durch Eindringlinge bedroht wird. Anlehnungen an die Geschichte von Pocahontas seien kein Zufall. Ebenso bestehen Ähnlichkeiten zwischen Pandora und Werken des Plattencover-Künstlers Roger Dean. Dean wurde weder in die Entwicklung noch in die Produktion einbezogen und bezog in der Frage noch nicht explizit Stellung.

### Casting
Für die Rolle des Jake Sully waren ursprünglich Matt Damon oder Jake Gyllenhaal vorgesehen. Cameron entschied sich dann aber, weil Damon eigener Aussage zufolge ablehnte, für den bis dahin relativ unbekannten Schauspieler Sam Worthington. Dr. Grace Augustine sollte ursprünglich von Jodie Foster gespielt werden.
Um die Schauspieler bestmöglich auf ihre Rolle vorzubereiten, nahm Cameron diese mit nach Hawaii und unternahm tagsüber Wandertouren durch die örtlichen Wälder.

### Hauptproduktion
Der Kinostart wurde zunächst auf Sommer 2009 verschoben. Im Dezember 2006 begründete Cameron die Verzögerung der Dreharbeiten mit der Notwendigkeit neuer technischer Entwicklungen für die Realisierung des Films, wozu unter anderem eine deutliche Verbesserung der Darbietungserfassung und der realistischen Darstellung in teilweise vollständig computergenerierten Szenen gehörten.

#### Synchronisation
Die deutsche Synchronisation stammt von der Interopa Film GmbH aus Berlin. Das Dialogbuch verfasste Klaus Bickert, für die Dialogregie war Dietmar Wunder zuständig. Die neuen Szenen wurden 2022 synchronisiert.
| Rolle               | Schauspieler       | Deutscher Synchronsprecher               |
| ------------------- | ------------------ | ---------------------------------------- |
| Jake Sully          | Sam Worthington    | Alexander Doering                        |
| Neytiri             | Zoe Saldana        | Tanja Geke                               |
| Dr. Grace Augustine | Sigourney Weaver   | Karin Buchholz                           |
| Col. Miles Quaritch | Stephen Lang       | Klaus-Dieter Klebsch                     |
| Trudy Chacon        | Michelle Rodríguez | Anke Reitzenstein                        |
| Parker Selfridge    | Giovanni Ribisi    | Michael Deffert Jan Makino (neue Szenen) |
| Norm Spellman       | Joel David Moore   | Rainer Fritzsche                         |
| Mo’at               | CCH Pounder        | Almut Zydra                              |
| Tsu’Tey             | Laz Alonso         | Markus Pfeiffer                          |
| Dr. Max Patel       | Dileep Rao         | Olaf Reichmann                           |
| Lyle Wainfleet      | Matt Gerald        | Matti Klemm                              |
| Private Sean Fike   | Sean Anthony Moran | Tommy Morgenstern                        |

### Produktionskosten
Die Produktionskosten des Films lagen nach Angaben der Produktionsfirma bei 237 Millionen US-Dollar. Damit war Avatar beim Erscheinen laut den offiziellen Angaben nach Pirates of the Caribbean – Am Ende der Welt (mit geschätzten 300 Millionen), Spider-Man 3 (258 Millionen) und Harry Potter und der Halbblutprinz (250 Millionen) der viertteuerste Film, der jemals gedreht wurde. Zu den Produktionskosten kommen noch 150 Millionen US-Dollar an Marketingkosten, ihrerseits die höchsten Marketingkosten aller Zeiten vor Spider-Man 3 mit 100 Mio. US-Dollar.
Hollywood-Insider vermuten allerdings, dass die Produktionskosten eher im Bereich von 300 Millionen Dollar lagen.

### Produktionstechnik

#### Filmtechnik
Der Film wurde in stereoskopischem 3D gedreht und ist deshalb in 3D (D-Cinema) und in 2D (35-mm-Film) in die Kinos gekommen. Die Kameratechnik dazu hatte James Cameron über vier Jahre hinweg mit seinem Partner Vince Pace von Pace Technologies neu entwickelt. Beim Entwicklungsprozess der neuen Kameratechnik wurde auf Techniken und Verfahren von Sony und Fujinon zurückgegriffen. Das Ergebnis brachte schließlich das weltweit bisher technisch ausgereifteste stereoskopische Kamerasystem hervor und ermöglichte, auch die real gedrehten Szenen direkt dreidimensional zu filmen. Dadurch konnten die real gedrehten Szenen mit den digitalen harmonisch zu einer Einheit verschmelzen.

#### Performance Capturing
Der Film enthält große Anteile an fotorealistischen, computergenerierten Figuren, die mit dem Motion-Capture-Verfahren animiert wurden. Dafür notwendig waren technische Neuerungen wie die performance-capture-stage, mit der auch Mimik und emotionale Reaktionen der Schauspieler anhand von Markierungen im Gesicht und am Ganzkörperanzug erfasst, am Computer verarbeitet und schließlich auf die computergenerierte Figur übertragen werden konnten. Zur Erfassung der Bewegungen von Gesicht und Augen trägt der Schauspieler eine Kappe mit einer kleinen Kamera, die sich ungefähr auf Mundhöhe einige Zentimeter vor seinem Kopf befindet. So konnte Cameron mehr als 95 % des Schauspiels auf die digitalen Figuren übertragen.

#### Virtuelle Kamera
Für den Film wurde ein virtuelles Kamerasystem entwickelt, das sowohl die Echtzeitbetrachtung der Umwelt in Performance-Capture-Szenen als auch die Aufnahme von Kamerabewegungen für vollständig am Computer erstellte Szenen ermöglichte.
Dieses bestand aus drei Komponenten:
1. einem Bildschirm, auf dem eine Echtzeitversion der soeben aufgezeichneten Motion-Capture-Daten in einer vereinfacht dargestellten dreidimensionalen Umgebung live zu sehen ist;
2. Markierungen, mit denen die exakte Position der virtuellen Kamera mit den Infrarotkameras im Aufnahmeraum jederzeit bestimmt werden kann;
3. einem Tragegerüst, mit dem die virtuelle Kamera ähnlich einer herkömmlichen Kamera bewegt werden kann.

Mit dieser Technik konnten Cameron und die Schauspieler schon bei der Aufnahme der Performance-Capture-Daten das Endergebnis und die Umgebung einschätzen. Außerdem versprach sich Cameron von dem System Kamerabewegungen in den computergenerierten Szenen, die sehr nahe an die in einer herkömmlich gedrehten Actionszene herankommen und somit nicht computergeneriert wirken. Von besonderer Wichtigkeit war die Entwicklung in Szenen, in denen menschliche Schauspieler mit für sie (ohne die virtuelle Kamera) nicht sichtbaren Avatar- oder Navikörpern interagieren sollten.

#### Hard- und Software
Für diese neuartigen Techniken war leistungsstarke Hardware vonnöten: 35.000 – 40.000 wassergekühlte Prozessorkerne, 105 Terabyte Arbeitsspeicher und 2 Petabyte Festplattenspeicher. Trotz dieser Leistung benötigten einzelne Szenen bis zu 48 Stunden zum Rendern, wobei bei einer Filmminute 17,3 Gigabyte Daten anfielen. Angeschlossen war die Serverfarm an ein 10-Gigabit-Netzwerk. Für die Renderfarm kam das auf Linux basierende freie Betriebssystem Ubuntu zum Einsatz. Für den Filmschnitt wurde Software von Avid verwendet.

#### Visuelle Effekte
Die visuellen Effekte von Avatar entstanden unter der Leitung der neuseeländischen Firma Weta Digital. Leiter („SFX Supervisor“) war Joe Letteri von Weta. An einzelnen Sequenzen des Films waren neun weitere Spezialeffektfirmen (darunter Framestore in Reykjavík, Hybride in Piedmont, Prime Focus und ILM) beteiligt. Die Motion-Capture-Aufnahmen für den Film entstanden auf einer Bühne in Playa Vista, Kalifornien; die dafür verwendete Mocap-Technologie stammt von der Firma Giant Studios.

## Veröffentlichung

### Vermarktung und Kinostart

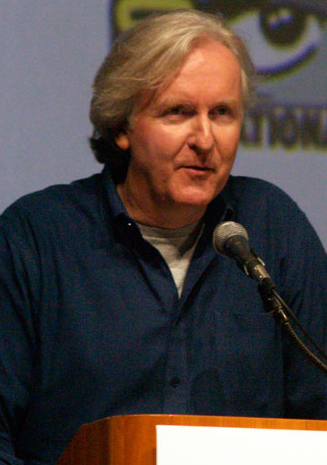
Cameron bei der Comic-Con in San Diego 2009

Am 20. August 2009 ging ab 16 Uhr deutscher Zeit der erste Teaser-Trailer online. Aufgrund der zahlreichen Abrufe musste die Seite zeitweise wegen Überlastung geschlossen werden.
Am ersten Tag wurde der Trailer 4 Millionen Mal angesehen oder heruntergeladen, öfter als jemals ein Trailer zuvor.
Am 21. August 2009 wurden in Kinos zum sogenannten Avatar-Day weltweit etwa 16 Minuten aus dem Film der Öffentlichkeit präsentiert. Gezeigt wurden Szenen aus der ersten Hälfte des Films. Der Eintritt dafür war kostenlos. Zeitweise brach die Website, auf der es die Tickets für die Vorstellungen in den Vereinigten Staaten gab, unter dem Ansturm zusammen.
Diese Voraufführung wurde in 101 IMAX-Kinos in den Vereinigten Staaten und in 238 Kinos in anderen Ländern gezeigt, davon in 26 Kinos in Deutschland und 2 in Österreich.
Bei der Vorpremiere am 16. Dezember 2009 mussten viele Vorstellungen in 3D-Kinos deutschlandweit aufgrund einer technischen Panne abgesagt werden. Grund waren fehlende Schlüssel im DRM-System.

### Pressekritiken
Avatar erhielt überwiegend positive Kritiken. Besonders wurden dabei die Filmeffekte gelobt. Nach Angaben der Filmwebseite Rotten Tomatoes hinterließen 82 Prozent der 321 untersuchten Filmkritiken ein positives Urteil. Cinema.de vergleicht die Grundstruktur mit Kevin Costners Der mit dem Wolf tanzt und bescheinigt dem Film eine „revolutionäre Machart“, die „die technischen Maßstäbe des Kinos neu definiert“. Der Moviereporter nennt den Film „Bombastkino“, „einen Film, für den das Kino erfunden wurde“ und technisch eine „wahre Augenweide“. Neben der „engagierten Pro-Umwelt-“ und „Anti-Krieg-Botschaft“ hebt Roger Ebert einen „technischen Durchbruch“ und den „visuellen Detailreichtum“ hervor. Carsten Baumgardt von Filmstarts.de meint, Cameron verändere mit dieser „berauschenden Technikdemonstration“ und dem „optisch bahnbrechenden Werk“ die Welt, bemängelt aber auch eine geringe Komplexität auf inhaltlicher Ebene. Und auch der Moviepilot vermisst neue Ideen und echte Gefühle. Das Werk sei ein Flickenteppich aus Versatzstücken von Romantik, Indianerfilm und Kolonialismuskritik.
Mangelnde Tiefe der Charaktere im Vergleich zur Vielfalt und Ausdifferenzierung des Avatar-Kosmos verhindere, dass das Werk zum Film des Jahres oder gar des Jahrzehnts werde, es sei aber immerhin ein sehenswertes Spektakel, meint Peter Körte von der Frankfurter Allgemeinen Sonntagszeitung. Ein „Spektakelkino alter Schule“ nennt es auch der österreichische Falter. Die Süddeutsche Zeitung meint, im Film alle Themen zu finden, die die Welt bewegten, Geschichten, in denen wir unsere Sehnsüchte und Ängste wiederfänden und die Na’vi als die besseren Menschen – im Einklang miteinander und allem um sie herum. Sie spricht von einem nie bewegenden, rührenden und mitreißenden Eskapismus. Regisseur James Cameron sei in die Falle getappt, einen weißen Kultur-Imperialisten mit seinen technischen Mitteln die Eingeborenen zum Sieg führen zu lassen, kritisiert Die Zeit, die in dem Film „eine herablassende, ja rassistische Botschaft“ findet. Die Verbeugung vor den edlen Wilden reduziere sie zu Abhängigen.
Einige konservative Kreise in den Vereinigten Staaten äußerten sich aufgrund der Handlung negativ über Avatar. So schrieb John Podhoretz in dem politischen Wochenmagazin The Weekly Standard, der Film gehöre zu „den dümmsten Filmen“ und zeige wie in vielen Indianerfilmen „brutale US-Militärs im Kampf gegen edle Wilde“ und stelle sich damit auf die Seite eines Antiamerikanismus, weil er die Zuschauer die Niederlage amerikanischer Soldaten herbeisehnen lasse.
Die genau entgegengesetzte Bewertung nimmt die linksliberale US-amerikanische Publizistin Naomi Wolf vor. Sie projiziert psychologische Prozesse, also verletzte kollektive Egos und verdrängte Schuldgefühle im freudschen Sinne vom Menschen auf Nationen. Die ‚irrationale Traumarbeit‘ einer Nation spiegele ihren tatsächlichen Zustand wahrheitsgetreuer als ihr durch offizielle Verkündigungen oder diplomatische Erklärungen bestimmtes ‚Ich‘. Gelangweilte Technokraten werfen kaffeenippend im Schutze unzähliger Technologien Bomben unterschiedslos auf feindliche Krieger und wehrlose Frauen und Babys ab, was dazu beitrage, die amerikanische Mythologie bloßzustellen.

### Einspielergebnisse
Der Film spielte am Startwochenende in den Vereinigten Staaten 77,03 Millionen US-Dollar ein und kam auf Platz zwei der besten Dezemberstarts in den Vereinigten Staaten. Auf Platz eins bleibt der Film I Am Legend, der 77,2 Millionen US-Dollar einspielte. Weltweit erzielte der Film am Startwochenende 233 Millionen US-Dollar und spielte damit binnen eines Wochenendes seine Produktionskosten beinahe wieder ein.
So schnell wie noch kein anderer Film zuvor überschritt Avatar die Eine-Milliarde-Dollar-Marke und erreichte bereits Anfang Januar 2010 ein internationales Einspielergebnis von 1,025 Milliarden US-Dollar. Am 26. Januar lagen die weltweiten Kinoeinnahmen bei etwa 1,859 Milliarden US-Dollar, wodurch er zum finanziell erfolgreichsten Film vor Titanic (etwa 1,842 Milliarden US-Dollar) wurde.
Die weltweiten Gesamteinnahmen liegen bei etwa 2,782 Milliarden US-Dollar. Matt Damon, dem Cameron die Hauptrolle angeboten hatte und dieses ablehnte, erklärte im Jahr 2023, dass ihm dadurch eine Gage in Höhe von 250 Millionen Dollar entgangen ist.
In der Liste der weltweit erfolgreichsten Filme aller Zeiten belegt Avatar – Aufbruch nach Pandora derzeit Platz 1 (Stand: 19. April 2025).
In Deutschland hat der Film am Startwochenende rund 9,3 Millionen Euro eingespielt, das entspricht zirka 13,3 Millionen US-Dollar. Bisher haben 11.278.980 deutsche Kinobesucher den Film gesehen. Er ist damit auf Platz 10 in den All-Time Kinocharts der bisher erfolgreichste Science-Fiction-Film in Deutschland. Avatar war insgesamt elf Wochen lang auf Platz eins der deutschen Kinocharts.
Das Einspielergebnis lässt nur im Zusammenhang mit den Vorstellungspreisen der Kinos auf die Besucherzahl schließen. Dies ergibt insbesondere bei 3D-Filmen wie Avatar im Vergleich zu älteren Filmen wie zum Beispiel Titanic deutliche Unterschiede (3D-Kino: 10–15 US-Dollar; Durchschnittspreis: 7,95 US-Dollar (Stand: Juni 2010)) und spiegelt somit nicht die geringeren Besucherzahlen (95,82 Mio. Besucher/USA) wider, gemessen an Filmen wie bei der Originalaufführung von Titanic (128,35 Mio. Besucher/USA). Dabei wird der Konsum des Filmes über DVDs, Blu-Rays oder Internet, bei denen man die Zuschauerzahl nicht messen kann, nicht berücksichtigt.

### Weitere Veröffentlichungen
In den Vereinigten Staaten wurde die DVD und Blu-ray am 22. April 2010 veröffentlicht. Dass dieser Termin mit dem Tag der Erde zusammenfällt, ist laut James Cameron beabsichtigt.
In Deutschland ist der Film am 23. April auf DVD und Blu-ray erschienen.
Am 2. September 2010 kam eine Wiederaufführung von Avatar – Aufbruch nach Pandora, die nur in 3D-Kinos und IMAX 3D anlief. Bei dieser Wiederaufführung ist eine um neun Minuten längere Kinofassung zu sehen. Bei den neuen Szenen handelt es sich um Szenen, die CGI beinhalten; neue Szenen ohne CGI sind laut Cameron nicht in der verlängerten Version enthalten. Die Neuveröffentlichung hat auch damit zu tun, dass durch den Kinostart des 3D-Films Alice im Wunderland laut Cameron mehrere hundert Millionen Dollar Kinoeinnahmen in 3D-Kinos verlorengegangen sind.
Am 15. November wurde eine Extended Collector’s Edition von Avatar – Aufbruch nach Pandora auf DVD und Blu-ray veröffentlicht, die drei Fassungen des Films beinhaltet. Einmal die Kinofassung, dann die Special Edition und den Collector’s Extended Cut; letzterer enthält einen alternativen Anfang und ist 16 Minuten länger als die ursprüngliche Kinofassung. Zudem verfügt die Extended Collector’s Edition über umfangreiches Bonusmaterial.
Zudem gab Cameron bekannt, dass er, wenn die Technik ausgereift ist, eine 3D-Blu-ray-Fassung veröffentlichen möchte. Diese wurde jedoch nicht wie ursprünglich geplant im November 2010 veröffentlicht, da die Technik dafür laut 20th Century Fox noch in der Konzeptphase war und sich der Verkauf aufgrund weniger Kundengeräte nicht lohne. Seit Oktober 2012 ist eine frei verkäufliche 3D-Blu-ray erhältlich.
Am 8. April 2012 wurde der Film auf RTL erstausgestrahlt. Bei seiner Premiere erreichte der Film 6,96 Millionen Zuschauer, bei der werberelevanten Zielgruppe führte dies zu 35,1 Prozent.

## Soundtrack
Für die Filmmusik engagierte Produzent James Cameron, wie bei ihrem gemeinsamen Welterfolg Titanic, den Amerikaner James Horner. Dieser schrieb eine orchestrale Partitur mit Einbeziehung zahlreicher Instrumente aus dem Bereich der Weltmusik und mit Solo- und Chorpassagen. Besonders betont sind Schlaginstrumente aller Art, weshalb die Musik in den actionreichen Filmpassagen sehr rhythmisch und dynamisch wirkt. Die Musikethnologin Wanda Bryant wurde von der Produktionsfirma angefragt, ob sie James Horner bei der Entwicklung der Filmmusik zu helfen bereit wäre. Die meisten Vorschläge von Bryant und Horner wurden aber später von Cameron abgelehnt.
Die Filmmusik wurde von der Kritik dennoch mit einem gemischten Urteil aufgenommen. Sie untermale die exotische Kulisse Pandoras recht schlicht durch Ethno-Einflüsse. Besonders die Chorpassagen hätten ein starkes afrikanisches Flair, die Solostimmen erweckten Erinnerungen an nah- und fernöstliche Sangestraditionen. Dazu schreibt das Online-Magazin Original Score: „Leider fällt Horner dabei in dieselbe Falle, in die schon viele Komponisten getappt sind: Sie setzen außerirdisch mit exotisch und damit mit ethnisch gleich. Die musikalische Vorstellungskraft der Kinobesucher reicht in ihren Augen nur so weit, dass jedes extraterrestrische Setting mit terrestrischer Konvention in der Musik ausreichend untermalt ist.“
Sowohl die Filmmusik von James Horner als auch der Soundtrack-Titel I See You von Leona Lewis wurden für einen Golden Globe Award nominiert. Die Filmmusik erhielt außerdem eine Oscar- und eine BAFTA-Nominierung.
- Avatar – Music from the Motion Picture. Atlantic Records 2009 (UPN 0-7567-89576-1-1). Filmmusik eingespielt unter der Leitung von James Horner.

Soundtrackliste
1. James Horner – „You Don’t Dream in Cryo. …“
2. James Horner – Jake Enters His Avatar World
3. James Horner – Pure Spirits of the Forest
4. James Horner – The Bioluminescence of the Night
5. James Horner – Becoming One of „The People“ Becoming One with Neytiri
6. James Horner – Climbing Up „Iknimaya – The Path to Heaven“
7. James Horner – Jake’s First Flight
8. James Horner – Scorched Earth
9. James Horner – Quaritch
10. James Horner – The Destruction of Hometree
11. James Horner – Shutting Down Grace’s Lab
12. James Horner – Gathering All the Na’vi Clans for Battle
13. James Horner – War
14. Leona Lewis – I See You (Theme from Avatar)

Auf der offiziellen Website des Avatar-Soundtracks ist es möglich, sich den Bonustrack Into the Na’vi World anzuhören, der nicht auf der Soundtrack-CD oder dem MP3-Album zu finden ist.
Die Musik im Avatar-Trailer stammt von Steve Jablonsky und Audiomachine.

## Computerspiel
Der Third-Person-Shooter James Cameron’s Avatar: Das Spiel erschien am 3. Dezember 2009 auf allen gängigen Spielplattformen und konnte sich bisher 2,71 Millionen Mal verkaufen (März 2011, ohne PC-Version).
Im Dezember 2023 erschien das First-Person-Action-Adventure-Spiel Avatar: Frontiers of Pandora, entwickelt von Massive Entertainment – einem Ubisoft-Studio, in Zusammenarbeit mit Lightstorm Entertainment und Disney. 
In einer offenen Welt rettet der Spieler als Na'vi Pandora vor der Ausbeutung durch die RDA.

## Auszeichnungen
Oscarverleihung 2010
Gewonnen
- Bestes Szenenbild (Rick Carter (art director), Robert Stromberg (art director), Kim Sinclair (set decorator))
- Beste Kamera (Mauro Fiore)
- Beste visuelle Effekte (Joe Letteri, Stephen Rosenbaum, Richard Baneham, Andy Jones)

Nominiert
- Beste Regie (James Cameron)
- Bester Schnitt (Stephen E. Rivkin, John Refoua, James Cameron)
- Beste Filmmusik (James Horner)
- Bester Ton (Christopher Boyes, Gary Summers, Andy Nelson, Tony Johnson)
- Bester Tonschnitt (Christopher Boyes, Gwendolyn Yates Whittle)
- Bester Film (James Cameron, Jon Landau)[84]

Golden-Globe-Verleihung 2010
Gewonnen
- Beste Regie (James Cameron)
- Bester Film – Drama

Nominiert
- Beste Filmmusik
- Bestes Filmlied

British Academy Film Awards 2010
Gewonnen
- Bestes Szenenbild
- Beste visuelle Effekte

Nominiert
- Bester Film
- Beste Regie
- Beste Filmmusik
- Beste Kamera
- Bester Ton
- Bester Schnitt

Saturn Award 2010
Gewonnen
- Bester Science-Fiction-Film
- Beste Regie: James Cameron
- Bestes Drehbuch: James Cameron
- Bester Hauptdarsteller: Sam Worthington
- Beste Hauptdarstellerin: Zoë Saldaña
- Bester Nebendarsteller: Stephen Lang
- Beste Nebendarstellerin: Sigourney Weaver
- Beste Musik: James Horner
- Beste Spezialeffekte
- Beste Ausstattung

Broadcast Film Critics Association Awards
Gewonnen
- Bester Actionfilm
- Bestes Szenenbild
- Beste Kamera (Mauro Fiore)
- Bester Schnitt (John Refoua, Stephen E. Rivkin)
- Bester Ton
- Beste visuelle Effekte

Nominiert
- Beste Regie
- Bestes Makeup
- Bester Film

Box Office Germany Award
- 2009: 3D-Bogey für mehr als 1000 Besucher pro Kopie am Startwochenende (3D-Version)
- 2010: Titan für über 10 Millionen Kinobesucher innerhalb von 100 Tagen

Curt-Siodmak-Preis
- 2010: Bester Science-Fiction-Film

Environmental Media Award 2010
- Auszeichnung in der Kategorie Spielfilm[85]

Goldene Leinwand
- 2010: Goldene Leinwand mit 2 Sternen für über 9 Millionen Kinobesucher in 18 Monaten

Jupiter
- 2010: Bester Film international

Video Champion
- 2010: Publikumspreis

Weitere Auszeichnungen
Die amerikanische Produzentengilde (Producers Guild of America) nominierte Avatar für den Preis ihrer Vereinigung im Januar 2010.

## Nachwirkungen

### Reaktion der chinesischen Regierung
In China rief der Erfolg des Filmes die Medienbehörde auf den Plan. Nachdem der Film seit Anfang Januar zunächst auch in chinesischen Kinos zu sehen war, sollte er seit dem 22. Januar ursprünglich nur noch in der 3D-Version zu sehen sein. In der Volksrepublik ist jedoch nur gut jeder achte Kinosaal mit 3D-Technik ausgestattet, was die chinesische Regierung schließlich zu einer Sonderregelung für Städte ohne 3D-Kinos bewegte, in denen der Film nun doch weiter aufgeführt werden darf.
Da es in der Handlung des Filmes mit der Zwangsumsiedlung der Bewohner Pandoras durchaus Parallelen zur chinesischen Praxis bei Großbauprojekten im Land gibt, fürchteten die Verantwortlichen in China möglicherweise eine Unruhe im Volk oder sahen in dem Film gar eine Anstachelung zur Gewalt. Die chinesische Kolumnistin Hung Huang schrieb in der China Daily dazu: „All die erzwungenen Umsiedlungen alter Nachbarschaften in China machen uns heute zu den einzigen Erdenbürgern, die wirklich das Leid der Na’vi nachempfinden können.“ Gegen dieses Motiv spricht jedoch der späte Zeitpunkt der Regelung knapp drei Wochen nach Erscheinen des Films, als bereits sehr viele den Film gesehen hatten. Ein anderer Grund für die Teilzensur des Filmes hätte sein können, dass verhindert werden sollte, dass Avatar den Erfolg des in China produzierten und am 28. Januar 2010 erschienenen Films Confucius verringerte.

### Rechtsstreitigkeiten um geistiges Eigentum
Nach dem großen Erfolg verklagten verschiedene Personen Cameron wegen Diebstahl geistigen Eigentums. Im Rechtsstreit mit Gerald Morawski unterschrieb Cameron 2012 eine 45-seitige eidesstattliche Erklärung, in der er detailliert auf die Stoffentwicklung für Avatar eingeht und dabei unter anderem umfangreich aus dem Drehbuch zu seinem ersten Film Xenogenesis (1978) zitiert. Dort finden sich bereits Hinweise auf Planeten mit wilder Flora und Fauna, über ein Netzwerk miteinander verbundene und biolumineszente Bäume oder kleine Flugwesen. Nicht zuletzt aufgrund dieser Belege wurde Morawskis Klage 2013 endgültig zurückgewiesen.

### Roman
James Cameron bestätigte in einem Interview Anfang August 2010, dass er damals am Roman zum Film schrieb, dessen Veröffentlichung für Ende 2010 oder Anfang 2011 geplant gewesen war.
Im August 2013 vereinbarte Cameron mit Steven Gould eine Übereinkunft für vier auf Avatar basierende Romanfortsetzungen.

### Parodien
Die Handlung des Filmes wurde in der Zeichentrickserie Die Simpsons in der Episode Treehouse of Horror XXII parodiert.
Eine ebenfalls sehr erfolgreiche Parodie der Handlung zeigte die US-amerikanische Zeichentrickserie South Park.
Zudem existieren mehrere pornographische Parodien des Films, darunter This Ain’t Avatar XXX.

## Geplante und realisierte Fortsetzungen
Im Juni 2006 kündigte James Cameron an, dass er Avatar gerne als Trilogie herausbringen würde, falls der erste Teil erfolgreich sein sollte. Aufgrund des großen Erfolgs des Films verkündete Cameron Mitte Dezember 2009, dass er nun an einer Trilogie arbeiten würde. Zwar seien die Drehbücher noch nicht geschrieben, aber eine konkrete Vorstellung von der Handlung habe er schon.
Im März 2010 betonte James Cameron noch einmal sein Interesse daran, eine Fortsetzung zu Avatar zu drehen. Da Jake Sully inzwischen keinen menschlichen Körper mehr benötigt, kündigte Cameron bereits eine Titeländerung an und brachte den Namen Na’vi ins Gespräch. Gerüchte um eine baldig erscheinende Fortsetzung zerstreute Cameron ebenfalls im März 2010. Er möchte möglichst viel Zeit vergehen lassen, bevor der nächste Film in den Kinos erscheint, eine Umsetzungsdauer von vier Jahren hält er ab Produktionsbeginn für realistisch.
Zwar sprach Cameron zu Beginn der Produktion von Avatar – Aufbruch nach Pandora immer von einer Trilogie, inzwischen ist er sich über die Anzahl der Filme aber nicht mehr so sicher und sagte auch, theoretisch seien mehr als zwei Fortsetzungen möglich, da viele Elemente aus dem ersten Film für später aufgehoben worden seien.
Nachdem der Kinostart für die Fortsetzung ursprünglich 2015 geplant war und FOX im April 2014 den Kinostart für 2016 ankündigte, gab Cameron im Januar 2015 schließlich bekannt, dass sich die Veröffentlichung der Fortsetzung bis Ende 2017 verschieben würde, da alle Fortsetzungen gemeinsam produziert werden. Dies geschehe deshalb, da die Geschichte zwischen allen Filmen geschlossen sei, so Cameron.
Im April 2016 gab Cameron auf der CinemaCon bekannt, dass mittlerweile an vier Fortsetzungen gearbeitet werde. Damit bestätigte er, dass die Filmreihe nun eine Pentalogie sein wird. Avatar 2 wurde im Rahmen dieser neuen Ankündigung auf Weihnachten 2018 verschoben. Die weiteren Fortsetzungen waren jeweils für Weihnachten 2020, 2022 und 2023 angekündigt worden. Im März 2017 gab James Cameron jedoch in einem Interview mit dem Toronto Star bekannt, dass Avatar 2 nicht mehr 2018 erscheinen werde. Ende April 2017 wurden von Fox als Starttermine der 18. Dezember 2020 für Avatar 2, der 17. Dezember 2021 für Avatar 3, der 20. Dezember 2024 für Avatar 4 sowie der 19. Dezember 2025 für Avatar 5 angekündigt.
Per Pressemitteilung wurden von Disney am 7. Mai 2019 alle Avatar-Sequels erneut verschoben. Avatar 2 sollte nun am 17. Dezember 2021, die nachfolgenden drei Teile dann im Abstand von jeweils zwei Jahren erscheinen. Im Zuge der COVID-19-Pandemie wurden alle Starttermine um ein weiteres Jahr verschoben, sodass Avatar 2 nun am 16. Dezember 2022 veröffentlicht wurde und Avatar 3 am 20. Dezember 2024, Avatar 4 am 18. Dezember 2026 und Avatar 5 am 22. Dezember 2028 in die Kinos kommen sollten. Aufgrund des WGA-Streiks 2023 wurden die Starttermine von Avatar 3 bis Avatar 5 schließlich in die Jahre 2025, 2029 und 2031 gelegt. Im Dezember 2022 wurde bekannt, dass der dritte Teil zu 95 Prozent fertig gedreht sei, ebenso wie der erste Akt des vierten Films.